# پسران کیتی الدر
پسران کِیتی اِلدر (انگلیسی: The Sons of Katie Elder) فیلمی آمریکایی در سبک وسترن به کارگردانی هنری هاتاوی است که در سال ۱۹۶۵ منتشر شد.

## موضوع فیلم
پسران "الدر" برای مراسم تدفین مادر خود به تگزاس بازمی گردند."جان الدر" یک تیرانداز شناخته شده بوده و دردسر همیشه همراه اوست. آنها تلاش می‌کنند مزرعه خود را از مردی که آن را در بازی از پدرشان برده پس بگیرند.اما...

## بازیگران
- جان وین
- دین مارتین
- مارتا هایر
- ارل هالیمن
- جرج کندی
- دنیس هاپر
- جیمز گرگوری
- استروتر مارتین
- جرملی اسلیت
- رودولفو آکوستا